# 小田彩加
小田 彩加（おだ あやか、1999年〈平成11年〉2月9日 - ）は、日本のイラストレーター、元アイドル。女性アイドルグループHKT48の元メンバーである。
福岡県北九州市出身。東筑紫学園高等学校卒業。

## 略歴
高校在学中の2015年1月17日、『HKT48のごぼてん!』（テレビ西日本）第32回放送の“愛されセンター決めちゃってん!”　に出演し、訪れた松岡菜摘と駒田京加の目の前で茶道を披露した。同年10月4日の同番組第68回放送“斉藤優特別企画・学校のアイドルハンター”にも再登場。この時小学5年からファンだった指原莉乃と対面したことで一念発起し、HKT48のオーディションを受けることになった。
そして2016年7月12日、福岡サンパレスで行われた「HKT48 夏のホールツアー2016～HKTがAKB48グループを離脱? 国民投票コンサート～」において、HKT48の第4期研究生のうちの一人として初のお披露目。翌2017年2月15日発売の9thシングル「バグっていいじゃん」で武田智加、地頭江音々、月足天音と共に4期生初のシングル表題曲選抜メンバーとなった。同年11月26日に西鉄ホールで行われた「HKT48 6フェス ～LOVE&PEACE! ROCK周年だよ、人生は…～」において、研究生からチームTIIメンバーに昇格することが発表された。
2018年6月16日にナゴヤドームで発表された「AKB48 53rdシングル 世界選抜総選挙」では50位となり、フューチャーガールズに選出された。
2021年7月5日、田川市の観光大使にあたる「たがわ魅力向上大使」（通称：tanto大使）に任命される。
2023年5月17日、チームH「目撃者」公演で卒業発表。同年8月8日の卒業公演にてHKT48の活動終了。現在はアイドル活動、芸能界を引退し、イラストレーターとして活躍している。

## 人物・エピソード
- 「RIVER」がヒットした2009年からAKB48のファンで、AKB48グループの衣装デザイナーになるのが夢だったという[5]。だが先述の『ごぼてん!』出演時に松岡が「これは4期生だな!」と絶賛したことがHKT48入りを目指すきっかけとなった[3]。
- 高校在学中に県内の学校情報誌『福岡の学校選びがわかる本』の表紙モデルを務めたことがある[4]。
- 絵を描くことが趣味で、自身のインスタグラムでも自筆の絵を披露している。「AKB48 53rdシングル 世界選抜総選挙」で目標順位を81位に定め、それを上回ったら“HKT48劇場のロビーで個展をひらく”ことを公約しており[9]、これまで2回開催されている（#個展を参照）。また、2020年の新型コロナウイルス感染症流行の影響で学校の新学期開始が延期となった際、HKT48運営会社のMercuryが福岡市教育委員会にマスク1万枚を贈呈したが、その小箱の中に小田がデザインしたマスク用シールが封入されていた[14]。
  - なお、小田は新型コロナウイルスのPCR検査を受けた結果[注釈 1]、2021年8月9日に陽性と診断され[注釈 2]、同月20日まで自宅療養を余儀なくされていた[17]。
- 宇宙人と話すことが得意で、「“話したい”とかでなく“会った”ことがある」という感じだと『HKT48のおでかけ![注釈 3]』で指原莉乃が自慢している。

## HKT48・AKB48での参加曲

### シングル選抜楽曲
HKT48
- バグっていいじゃん
  - 白線の内側で - 「HKT48 4期生」名義
  - 僕だけの白日夢 - 「プラチナガールズ」名義
  - HKT48ファミリー
- 「キスは待つしかないのでしょうか?」に収録
  - さくらんぼを結べるか？ - 「HKT48 4期生」名義
  - 隣の彼はカッコ良く見える　- 「プラチナガールズ」名義
  - 恋するRibbon! - 「村重選抜」名義
- 「早送りカレンダー」に収録
  - 会いたくて嫌になる - 「やっぱりみたらし団子」名義
- 意志
  - 誰より手を振ろう
  - いつだってそばにいる
- 「3-2」に収録
  - おしゃべりジュークボックス - 「HKT48 栄光のラビリンス選抜2020」名義
  - 青春の出口
- 君とどこかへ行きたい
- ビーサンはなぜなくなるのか?

AKB48
- 「センチメンタルトレイン」に収録
  - ある日、ふいに… - 「フューチャーガールズ」名義

### アルバム選抜楽曲
HKT48
- 「092」に収録
  - ファンミーティング

### 劇場公演ユニット曲
チームTII（＋研究生）「手をつなぎながら」公演
- ウィンブルドンへ連れてって

## 出演

### 映画
- めぐり逢わせの法則（2021年11月12日、北九州国際映画祭上映） - 林美玲 役[19]

### 雑誌
- 白泉社「ヤングアニマル」2018年18号 グラビア
- 双葉社「EX大衆」2018年9月号 グラビア[20]
- ワン・パブリッシング「BOMB」2021年6月号 グラビア - 共演：豊永阿紀[21]

### 個展
- HKT48劇場のロビーで個展をひらく（2018年10月7日 - 14日、ソラリアステージ6F「SPACE on the Station」）[22]
- HKT48劇場のロビーで個展をひらく AKB48劇場出張ver.（2019年3月2日 - 3日、AKB48劇場ロビー）[23][注釈 4]